# Higuera de Vargas
Higuera de Vargas je španělské město situované v provincii Badajoz (autonomní společenství Extremadura).

## Poloha
Obec je vzdálena 57 km od města Badajoz. Patří do okresu Llanos de Olivenza a soudního okresu Olivenza.

## Historie
V roce 1834 se obec stává součástí soudního okresu Olivenza. V roce 1842 čítala obec 392 usedlostí a 1 608 obyvatel.

## Odkazy

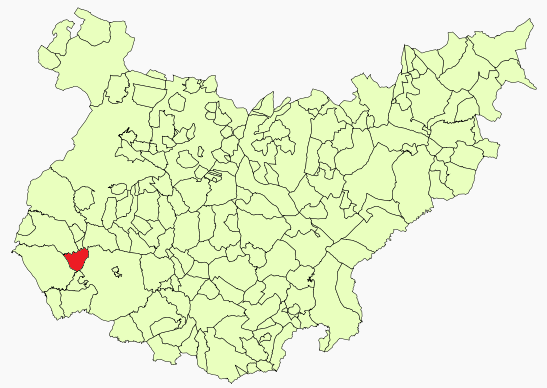
Poloha obce v provincii Badajoz

## Demografie
| Populace obce Higuera de Vargas z let (1842–2010) | Populace obce Higuera de Vargas z let (1842–2010) | Populace obce Higuera de Vargas z let (1842–2010) | Populace obce Higuera de Vargas z let (1842–2010) | Populace obce Higuera de Vargas z let (1842–2010) | Populace obce Higuera de Vargas z let (1842–2010) | Populace obce Higuera de Vargas z let (1842–2010) | Populace obce Higuera de Vargas z let (1842–2010) | Populace obce Higuera de Vargas z let (1842–2010) | Populace obce Higuera de Vargas z let (1842–2010) | Populace obce Higuera de Vargas z let (1842–2010) | Populace obce Higuera de Vargas z let (1842–2010) | Populace obce Higuera de Vargas z let (1842–2010) | Populace obce Higuera de Vargas z let (1842–2010) | Populace obce Higuera de Vargas z let (1842–2010) | Populace obce Higuera de Vargas z let (1842–2010) | Populace obce Higuera de Vargas z let (1842–2010) | Populace obce Higuera de Vargas z let (1842–2010) |
| ------------------------------------------------- | ------------------------------------------------- | ------------------------------------------------- | ------------------------------------------------- | ------------------------------------------------- | ------------------------------------------------- | ------------------------------------------------- | ------------------------------------------------- | ------------------------------------------------- | ------------------------------------------------- | ------------------------------------------------- | ------------------------------------------------- | ------------------------------------------------- | ------------------------------------------------- | ------------------------------------------------- | ------------------------------------------------- | ------------------------------------------------- | ------------------------------------------------- |
| 1842                                              | 1857                                              | 1860                                              | 1877                                              | 1887                                              | 1897                                              | 1900                                              | 1910                                              | 1920                                              | 1930                                              | 1940                                              | 1950                                              | 1960                                              | 1970                                              | 1981                                              | 1991                                              | 2001                                              | 2010                                              |
| 1 608                                             | 2 158                                             | 2 060                                             | 2 799                                             | 2 989                                             | 2 922                                             | 3 220                                             | 3 686                                             | 4 288                                             | 4 327                                             | 4 122                                             | 4 177                                             | 4 308                                             | 3 299                                             | 2 980                                             | 2 144                                             | 2 118                                             | 2 128                                             |